# Urraca Alfonso de León (n. 1228)
Urraca Alfonso de León (c. 1228-después de 1280). Dama leonesa, fue hija ilegítima del rey Alfonso IX de León y de la noble portuguesa Teresa Gil de Soverosa.

## Biografía
Nacida alrededor de 1228, Urraca fue uno de los hijos ilegítimos nacidos de la relación entre el rey Alfonso IX de León y Teresa Gil de Soverosa. Era nieta por parte paterna del rey Fernando II de León y su primera esposa la reina Urraca de Portugal. Sus abuelos maternos fueron Gil Vázquez de Soverosa y su primera esposa, María Aires de Fornelos, que había sido amante del rey Sancho I de Portugal con quien tuvo dos hijos.

## Matrimonios
Según el el conde de Barcelos, Urraca contrajo matrimonio por primera vez con Romeo García de Aragón, señor de Tormos, Pradilla y El Frago. No hubo descendencia de su primer matrimonio.
Posteriormente se casó por segunda vez con Pedro Núñez de Guzmán, adelantado mayor de Castilla, señor de Guzmán, hijo de Guillén Pérez de Guzmán y de María González Girón, y tío de Beatriz de Castilla, reina consorte de Portugal, como hermano de Mayor Guillén de Guzmán. Su segundo esposo había estado casado anteriormente con Berenguela Alfonso, hija ilegítima del rey Alfonso X y de María Alfonso de León, hermana esta última de Urraca Alfonso de León. No hubo descendencia de su segundo matrimonio.
En junio de 1277, ya estando casada con Pedro Núñez de Guzmán, Urraca cambió unas propiedades heredadas de su madre en Galicia así como otras que tenía en León y en Asturias, por otras en Castilla cerca del solar de su segundo esposo. También en 1280 vendió otras heredades que tenía de su madre en Portugal a la reina Beatriz de Castilla, sobrina de su esposo.
Se desconoce su fecha exacta de defunción, aunque debió ocurrir después de 1280, la última vez que se registra su presencia en la documentación, ni se conoce el lugar donde recibió sepultura.